# 矢澤米三郎
矢澤 米三郎（やざわ よねさぶろう、1868年（慶応4年/明治元年）5月2日 - 1942年（昭和17年）3月31日）は日本の博物学者、教育者である。日本におけるライチョウ研究の先駆者として知られる。

## 略歴
信濃国諏訪郡上金子村（現・長野県諏訪市）の寺子屋師匠矢沢正雄の長男として生まれる。長野県尋常師範学校を経て、明治26年（1893年）東京高等師範学校博物科卒業。同31年（1898年）から2年間、高師研究科に学び、長野師範教諭となる。河野齢蔵と乗鞍、白馬、八ヶ岳等の高山学術研究に着手し、矢沢が昆虫、河野が植物の生態観察を行い、幾多の新種を発見している。羽田貞義らと明治35年（1902年）信濃博物学会を設立し、幹事長となる。また長野県天然記念物調査委員を務めた。
明治38年（1905年）、松本女子師範学校が設立されると、校長に就任。大正13年（1924年）退官。1942年神奈川県三浦郡逗子町で死去。

## 登山家として
日本アルプスの研究計画を立て、秩父宮、澄宮、朝香宮、竹田宮の登山の案内説明にあたっている。白馬岳に何度も登頂するなど登山に見識が高く、地域山岳会設立の機運が高まると組織化に向けて尽力。1919年に信濃山岳会が発足した際には初代会長に就任している。白馬岳に登る際の定宿は、松沢貞逸が経営するヤマキ旅館であり、松沢に日本初の山小屋経営を勧めた可能性を有する人物の一人である。1926年に松沢が若くして交通事故により死去した際には、葬儀に駆けつけて弔辞を述べている。

## 主著
- 「雷鳥」（昭和4年、岩波書店）
- 「日本アルプスの研究」（昭和10年、三省堂）
- 「帝国植物学提綱」1899 金港堂
- 「昆虫生態学」1903 光風館